# 相光科
相光科位於台灣新北市中和區建康路53號7樓，相光科是台灣最著名的網路通信供應商相關公司之一。至1977年開始正式成立，主要提供光纖轉接器、集線器、網路電話、閘道器、伺服器、數據機、公用電話等產品。

## 全球業務
相光科在東莞設有中國聯絡處，並且從臺灣和中國向世界各地提供產品的服務。
相光科提供 
- 網絡電話

無線IP電話的閘道器（電信） 2，4，6，8，16，24個端口 。

SIP代理伺服器，內建200個用戶，2，4，8個 FXS，嵌入式的FXO 。

IP協議的PBX(用戶交換機)與72和24的SIP(會話發起協議)的SIP中繼線路 。

網絡呼叫伺服器：與 10個並發呼叫，同時呼叫30。
- GSM的VoIP設備

GSM的閘道器（固定台）。

GSM的網絡電話閘道器電信：1閘道，2閘道 。

GSM的E1閘道存取器（30頻道） 。

（雙頻 900/1800MHz或四頻段 900/1800/1900MHz）。

## 產品

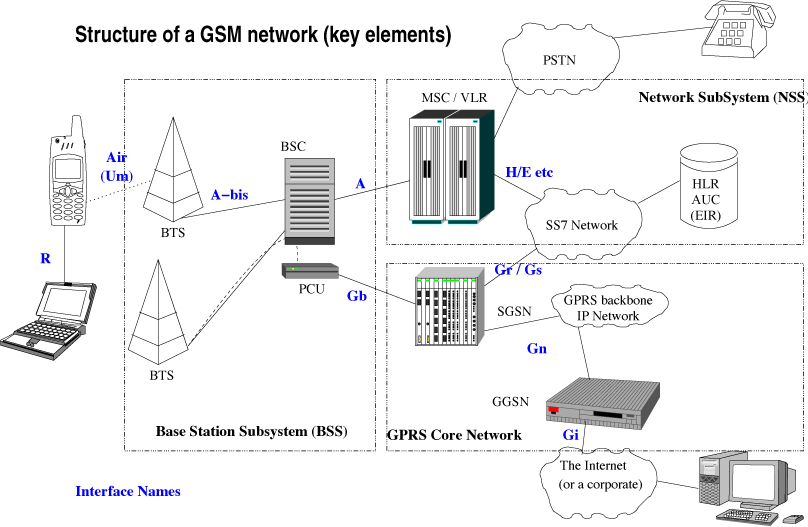
GSM網路結構

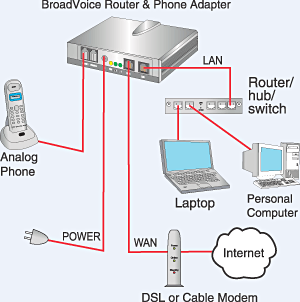
典型的IP電話的格局

- 光纖轉接器
- 集線器
- 路由器
- 網路電話
- 閘道器
- 伺服器
- 數據機
- 公用電話

## 外部連結
- 相光科股份有限公司 （页面存档备份，存于）
- VoIP講解 （页面存档备份，存于）全面描述如何使用VoIP電話。（英语）